# Swiss Indoors 2006 - Qualificazioni singolare
Le qualificazioni del singolare  dello Swiss Indoors 2006 sono state un torneo di tennis preliminare per accedere alla fase finale della manifestazione. I vincitori dell'ultimo turno sono entrati di diritto nel tabellone principale. In caso di ritiro di uno o più giocatori aventi diritto a questi sono subentrati i lucky loser, ossia i giocatori che hanno perso nell'ultimo turno ma che avevano una classifica più alta rispetto agli altri partecipanti che avevano comunque perso nel turno finale.
Le qualificazioni del torneo Swiss Indoors 2006 prevedevano 32 partecipanti di cui 4 sono entrati nel tabellone principale.

## Teste di serie
1. Stefan Koubek (primo turno)
2. Simone Bolelli (ultimo turno)
3. Tomáš Zíb (Qualificato)
4. Ivo Minář (primo turno)

1. Michael Berrer (secondo turno)
2. Miša Zverev (primo turno)
3. Lars Burgsmüller (Qualificato)
4. Roko Karanušić (ultimo turno)

## Qualificati
1. Julian Reister
2. Lars Burgsmüller

1. Tomáš Zíb
2. Nicolas Thomann

## Tabellone

### Legenda
| - Q = Qualificato - WC = Wild card - LL = Lucky loser | - ALT = Alternate - SE = Special Exempt - PR = Protected Ranking | - w/o = Walkover - r = Ritirato - d = Squalificato |

### Sezione 1
|  | Primo turno       | Primo turno       | Primo turno    | Primo turno | Primo turno |  |  | Secondo turno  | Secondo turno  | Secondo turno  | Secondo turno  | Secondo turno |   |    | Ultimo turno | Ultimo turno   | Ultimo turno | Ultimo turno | Ultimo turno |  |
|  |                   |                   |                |             |             |  |  |                |                |                |                |               |   |    |              |                |              |              |              |  |
|  |                   | Julian Reister    | Julian Reister | 6           | 6           |  |  |                |                |                |                |               |   |    |              |                |              |              |              |  |
|  | 1                 | Stefan Koubek     | Stefan Koubek  | 3           | 2           |  |  | Julian Reister | Julian Reister | Julian Reister | 6              | 7             |   |    |              |                |              |              |              |  |
|  | Dustin Brown      | Dustin Brown      | 4              | 6           | 7           |  |  | Dustin Brown   | Dustin Brown   | Dustin Brown   | 4              | 5             |   |    |              |                |              |              |              |  |
|  | Stefan Kilchhofer | Stefan Kilchhofer | 6              | 4           | 6(1)        |  |  |                |                |                |                |               |   |    |              | Julian Reister | 6            | 2            | 7            |  |
|  | Martin Verkerk    | Martin Verkerk    | Martin Verkerk | 7           | 7           |  |  |                |                | 8              | Roko Karanušić | 4             | 6 | 64 |              |                |              |              |              |  |
|  | Torsten Popp      | Torsten Popp      | Torsten Popp   | 64          | 64          |  |  |                | Martin Verkerk | Martin Verkerk | Martin Verkerk |               |   |    |              |                |              |              |              |  |
|  | 8                 | Roko Karanušić    | 3              | 6           | 6           |  |  | 8              | Roko Karanušić | Roko Karanušić | Roko Karanušić | W-O           |   |    |              |                |              |              |              |  |
|  |                   | Michał Przysiężny | 6              | 1           | 4           |  |  |                |                |                |                |               |   |    |              |                |              |              |              |  |

### Sezione 2
|  | Primo turno          | Primo turno          | Primo turno      | Primo turno | Primo turno |  |  | Secondo turno | Secondo turno    | Secondo turno  | Secondo turno    | Secondo turno |   |   | Ultimo turno | Ultimo turno   | Ultimo turno | Ultimo turno | Ultimo turno |  |
|  |                      |                      |                  |             |             |  |  |               |                  |                |                  |               |   |   |              |                |              |              |              |  |
|  | 2                    | Simone Bolelli       | 64               | 7           | 6           |  |  |               |                  |                |                  |               |   |   |              |                |              |              |              |  |
|  |                      | Viktor Troicki       | 7                | 63          | 1           |  |  | 2             | Simone Bolelli   | Simone Bolelli | 6                | 6             |   |   |              |                |              |              |              |  |
|  | Luka Gregorc         | Luka Gregorc         | 7                | 64          | 6           |  |  |               | Luka Gregorc     | Luka Gregorc   | 3                | 4             |   |   |              |                |              |              |              |  |
|  | Benjamin-David Rufer | Benjamin-David Rufer | 65               | 7           | 4           |  |  |               |                  |                |                  |               |   |   | 2            | Simone Bolelli | 3            | 6            | 3            |  |
|  | Dominik Meffert      | Dominik Meffert      | 64               | 7           | 6           |  |  |               |                  | 7              | Lars Burgsmüller | 6             | 4 | 6 |              |                |              |              |              |  |
|  | Jérôme Haehnel       | Jérôme Haehnel       | 7                | 5           | 3           |  |  |               | Dominik Meffert  | 6              | 2                | 2             |   |   |              |                |              |              |              |  |
|  | 7                    | Lars Burgsmüller     | Lars Burgsmüller | 6           | 6           |  |  | 7             | Lars Burgsmüller | 4              | 6                | 6             |   |   |              |                |              |              |              |  |
|  |                      | Lee Childs           | Lee Childs       | 1           | 3           |  |  |               |                  |                |                  |               |   |   |              |                |              |              |              |  |

### Sezione 3
|  | Primo turno       | Primo turno       | Primo turno       | Primo turno | Primo turno |  |  | Secondo turno  | Secondo turno     | Secondo turno | Secondo turno  | Secondo turno  |   |   | Ultimo turno | Ultimo turno | Ultimo turno | Ultimo turno | Ultimo turno |  |
|  |                   |                   |                   |             |             |  |  |                |                   |               |                |                |   |   |              |              |              |              |              |  |
|  | 3                 | Tomáš Zíb         | Tomáš Zíb         | 6           | 6           |  |  |                |                   |               |                |                |   |   |              |              |              |              |              |  |
|  |                   | Gero Kretschmer   | Gero Kretschmer   | 2           | 1           |  |  | 3              | Tomáš Zíb         | 6(1)          | 7              | 6              |   |   |              |              |              |              |              |  |
|  | Jean-René Lisnard | Jean-René Lisnard | Jean-René Lisnard | 6           | 6           |  |  |                | Jean-René Lisnard | 7             | 5              | 4              |   |   |              |              |              |              |              |  |
|  | Lars Übel         | Lars Übel         | Lars Übel         | 3           | 3           |  |  |                |                   |               |                |                |   |   | 3            | Tomáš Zíb    | Tomáš Zíb    | 6            | 6            |  |
|  | Tobias Clemens    | Tobias Clemens    | 2                 | 6           | 6           |  |  |                |                   |               | Tobias Clemens | Tobias Clemens | 1 | 2 |              |              |              |              |              |  |
|  | Stéphane Bohli    | Stéphane Bohli    | 6                 | 1           | 4           |  |  | Tobias Clemens | Tobias Clemens    | 6             | 3              | 6              |   |   |              |              |              |              |              |  |
|  |                   | Michael Lammer    | Michael Lammer    | 7           | 7           |  |  | Michael Lammer | Michael Lammer    | 3             | 6              | 2              |   |   |              |              |              |              |              |  |
|  | 6                 | Miša Zverev       | Miša Zverev       | 5           | 65          |  |  |                |                   |               |                |                |   |   |              |              |              |              |              |  |

### Sezione 4
|  | Primo turno     | Primo turno           | Primo turno           | Primo turno | Primo turno |  |  | Secondo turno   | Secondo turno   | Secondo turno   | Secondo turno  | Secondo turno  |   |    | Ultimo turno    | Ultimo turno    | Ultimo turno    | Ultimo turno | Ultimo turno |  |
|  |                 |                       |                       |             |             |  |  |                 |                 |                 |                |                |   |    |                 |                 |                 |              |              |  |
|  |                 | Nicolas Thomann       | 4                     | 6           | 6           |  |  |                 |                 |                 |                |                |   |    |                 |                 |                 |              |              |  |
|  | 4               | Ivo Minář             | 6                     | 3           | 4           |  |  | Nicolas Thomann | Nicolas Thomann | Nicolas Thomann | 6              | 7              |   |    |                 |                 |                 |              |              |  |
|  | Paul Baccanello | Paul Baccanello       | Paul Baccanello       | 6           | 6           |  |  | Paul Baccanello | Paul Baccanello | Paul Baccanello | 2              | 69             |   |    |                 |                 |                 |              |              |  |
|  | Tobias Kamke    | Tobias Kamke          | Tobias Kamke          | 1           | 4           |  |  |                 |                 |                 |                |                |   |    | Nicolas Thomann | Nicolas Thomann | Nicolas Thomann | 6            | 7            |  |
|  | Mathieu Guenat  | Mathieu Guenat        | Mathieu Guenat        | 6           | 6           |  |  |                 |                 | Mathieu Guenat  | Mathieu Guenat | Mathieu Guenat | 2 | 64 |                 |                 |                 |              |              |  |
|  | Saša Tuksar     | Saša Tuksar           | Saša Tuksar           | 3           | 0           |  |  |                 | Mathieu Guenat  | Mathieu Guenat  | 6              | 7              |   |    |                 |                 |                 |              |              |  |
|  | 5               | Michael Berrer        | Michael Berrer        | 6           | 6           |  |  | 5               | Michael Berrer  | Michael Berrer  | 1              | 5              |   |    |                 |                 |                 |              |              |  |
|  |                 | Teodor-Dacian Craciun | Teodor-Dacian Craciun | 1           | 2           |  |  |                 |                 |                 |                |                |   |    |                 |                 |                 |              |              |  |